# Championnat de France de hockey sur glace 1985-1986
Saison précédente Saison suivante
La saison 1985-1986 est la 65e saison du championnat de France de hockey sur glace. Le championnat élite porte le nom de Nationale 1A. Il s'agit de la première saison dans l'Élite pour les Dragons de Rouen.

## Nationale 1A

### Équipes engagées
| Amiens Briançon Chamonix Gap Grenoble Paris Rouen Tours Megève et St-Gervais Villard Viry |

Les douze équipes engagées sont les suivantes :
- Gothiques d'Amiens
- Diables Rouges de Briançon
- Huskies de Chamonix
- Français Volants de Paris
- Rapaces de Gap
- Brûleurs de loups de Grenoble
- Boucs de Megève
- Dragons de Rouen
- Aigles de Saint-Gervais
- Mammouths de Tours
- Ours de Villard-de-Lans
- Jets de Viry-Essonne

### Formule de la saison
Les douze équipes se rencontrent dans un premier temps dans une série de matchs aller-retour. À l'issue de cette première phase, les six meilleures équipes sont qualifiées pour la poule des play-offs tandis que les six autres sont regroupées en une poule jouant pour le maintien.

#### Première phase
À l'issue des vingt-deux matchs de la première phase, les deux poules pour la seconde phase sont les suivantes :
| Poule play-offs - Amiens - Briançon - Français Volants - Gap - Megève - Saint Gervais | Poule maintien - Chamonix - Grenoble - Rouen - Tours - Villard - Viry |

#### Bilan de la saison
À l'issue des deux poules, l'équipe de Saint-Gervais est sacrée championne de la nationale 1 et reçoit sa sixième Coupe Magnus de son histoire. Du côté de la poule de relégation, Rouen finit à la première place et l'équipe de Tours est reléguée dans la division inférieure.
Les trophées récompensant les joueurs sont les suivants :
- trophée Albert-Hassler : Stéphane Botteri (Saint-Gervais)
- trophée Charles-Ramsay : Guy Fournier (Viry)
- trophée Jean-Ferrand : Frédéric Malletroit (Amiens)
- trophée Jean-Pierre-Graff : Pierre Pousse (Saint-Gervais)
- trophée Raymond-Dewas : Roland Cloutier (Gap)
- trophée Marcel-Claret : Ours de Villard-de-Lans

## Nationale 3
La troisième division française s'appelle cette saison Nationale 3.

### Clubs engagés

#### Normandie
- Cherbourg
- Le Havre
- Rouen II

#### Ile de France
- Le Vésinet

#### Nord
- Reims

#### Est
- Besançon
- Épinal
- Metz/Amnéville

#### Bretagne/Sud-ouest
- Angers
- Nantes
- Poitiers
- Rennes
- Toulouse

### Phase finale nationale

#### Zone nord
- Épinal
- Reims
- Le Vésinet
- Cherbourg

#### Sud
- Morzine
- Nîmes
- Nantes
- Poitiers

### Finale
- Épinal
- Morzine